# Фарид (футбольный клуб)
«Фарид» (азерб. «Fərid» Bakı Futbol Klubu) — бывший азербайджанский футбольный клуб из города Баку.

## История
Основанный в 1995 году клуб «Фарид» Баку удачно дебютировал в Первой лиге Азербайджана, завоевав бронзовые медали и получив право выступить в следующем году в элите.
Дебютировав в 1996 году в Высшей лиге, бакинцы заняли 7-е место, сохранив за собой право остаться в элитном дивизионе. Лучшим бомбардиром клуба стал Бахтияр Гусейнов (11 голов). Однако по окончании сезона в 1997 году клуб приостановил свою деятельность из-за финансовых трудностей.

## Статистика

### Чемпионат Азербайджана
| Сезон   | Лига         | Место | И  | В  | Н | П | Мячи  | О  | Бомбардир (мячи)      |
| ------- | ------------ | ----- | -- | -- | - | - | ----- | -- | --------------------- |
| 1995/96 | Первая лига  | 3     | 28 | 21 | 3 | 4 | 35-13 | 66 |                       |
| 1996/97 | Премьер-лига | 7     | 30 | 13 | 8 | 9 | 45-31 | 47 | Бахтияр Гусейнов (11) |

### Кубок Азербайджана
| Сезон   | Стадия     |
| ------- | ---------- |
| 1995/96 | 1/8 финала |
| 1996/97 | 1/2 финала |

## Достижения
- Бронзовый призёр Первой лиги Азербайджана (1995/96).

## Бывшие футболисты
Список игроков клуба в 1996/1997 годах.
| - Аббасов Асиф - Абышов Али - Алекберов Вугар - Алиев Азад - Амирбеков Рафаэль |  | - Бабаев Ровшан - Багиров Ялчин - Гараев Вагиф - Гасанзаде Джахангир - Гасанзаде Заур |  | - Гасанов Шахрияр - Гафаров Валех - Гулиев Эльшад - Гусейнов Бахтияр - Джафаров Шаиг |  | - Диниев Шахин - Ибрагимов Абузар - Ибрагимов Зейналабдин - Исмаилов Заур - Маликалиев Эльчин |  | - Мамедов Эльдениз - Махмудов Тарлан - Мехдиев Рауф - Муслимов Эльхан - Пашаев Эмиль |  | - Султанов Джейхун - Тарывердиев Этибар - Фарзалиев Фуад - Хагвердиев Васиф - Шюкюров Адиль |